# Stelis veracrucensis
Stelis veracrucensis är en orkidéart som beskrevs av Rodolfo Solano Gómez. Stelis veracrucensis ingår i släktet Stelis och familjen orkidéer. Inga underarter finns listade i Catalogue of Life.